# Liste der sowjetischen Militärstandorte in Deutschland
Die Liste der sowjetischen Militärstandorte in Deutschland listet alle militärischen Einrichtungen sowjetischer Verbände in Deutschland auf. Um die Originalität zu erhalten, folgen die Ortsnamen – so weit es vertretbar erschien – den bei den sowjetischen Streitkräften üblichen Bezeichnungen (d. h. spätere Gemeindereformen werden nicht berücksichtigt).
Die Einheiten, Truppenteile, Verbände und Einrichtungen unterstanden dem Oberkommando der Westgruppe der Truppen, waren truppendienstlich nachgeordnet oder operationell unterstellt.

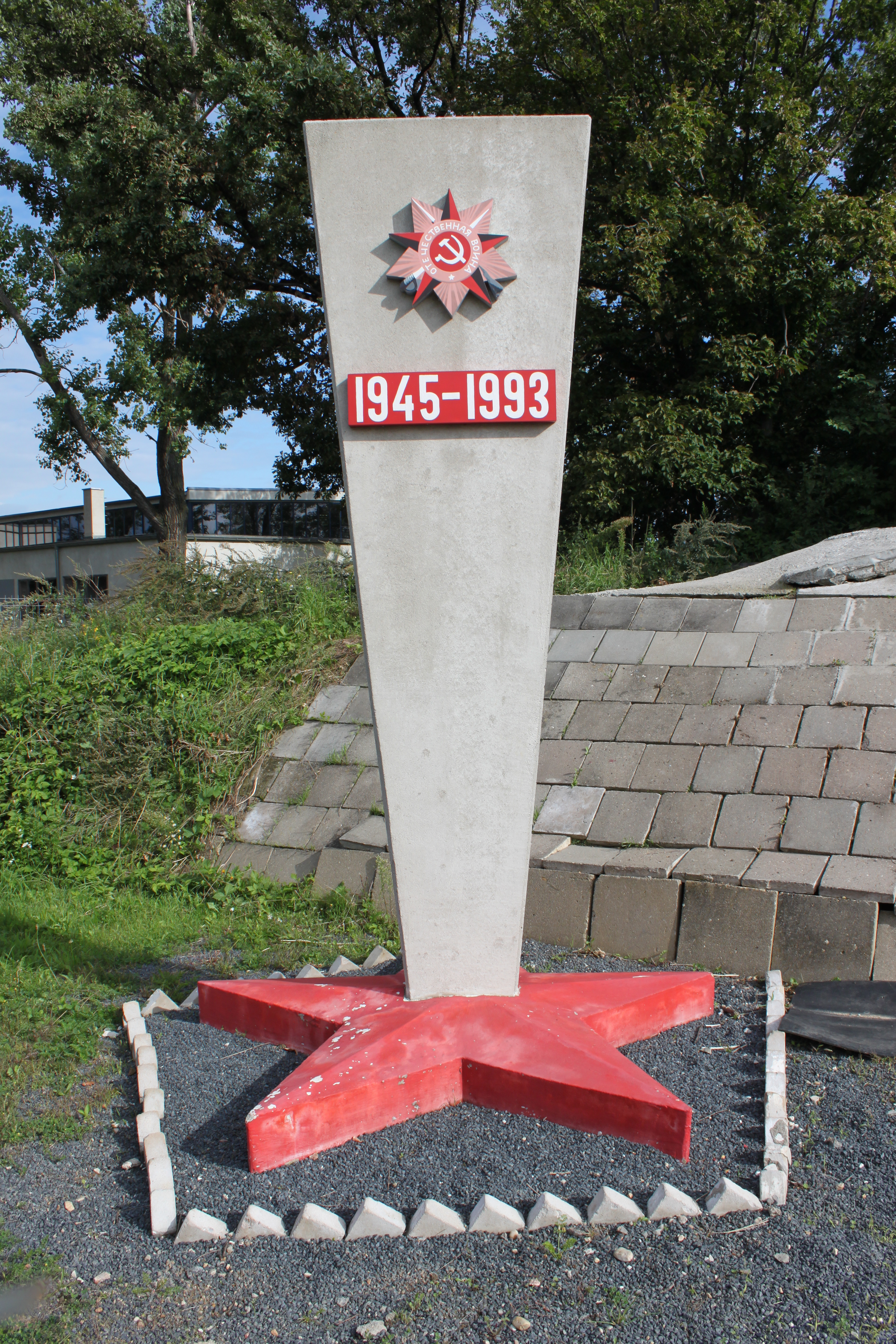
Abschiedsstele auf dem Flugplatz Großenhain

|           |       | |      |                                                          |       |                                              |  |  |
| 1945–1954 | ГСОВГ | Группа советских оккупационных войск в Германии (Gruppa sowetskich okupazionnych woisk w Germanii) | GSBD | Gruppe der Sowjetischen Besatzungstruppen in Deutschland | GSOFG | Group of Soviet Occupation Forces in Germany |  |  |
| 1954–1989 | ГСВГ  | Группа советских войск в Германии (Gruppa sowetskich woisk w Germanii)                             | GSSD | Gruppe der Sowjetischen Streitkräfte in Deutschland      | GSFG  | Group of Soviet Forces in Germany            |  |  |
| 1954–1989 | ГСВГ  | Группа советских войск в Германии (Gruppa sowetskich woisk w Germanii)                             | GSTD | Gruppe der Sowjetischen Truppen in Deutschland           | GSFG  | Group of Soviet Forces in Germany            |  |  |
| 1989–1994 | ЗГВ   | Западная группа войск (Sapadnaja gruppa woisk)                                                     | WGT  | Westgruppe der Truppen                                   | WGF   | Western Group of Forces                      |  |  |

## Baden-Württemberg
| Standort    | Liegenschaft                                 | Vornutzer | Truppenteile                                 | Jahr der Auflösung | Bemerkungen |
| ----------- | -------------------------------------------- | --------- | -------------------------------------------- | ------------------ | --- |
| Baden-Baden | Cité Paradis, Missionsgebäude in Baden-Baden |           | Mission militaire sovietique CCFA (MMS CCFA) | 1992               | Sowjetische Militärverbindungsmissionen (SMM), 1957 zwischenzeitlich in Baden-Oos und schließlich wieder in der Zeppelinstraße in Baden-Baden. |

## Berlin
| Standort    | Liegenschaft                | Vornutzer           | Truppenteile | Jahr der Auflösung | Bemerkungen       |
| ----------- | --------------------------- | ------------------- | --- | ------------------ | ----------------- |
| Ostberlin   | Pionier-Kaserne             |                     | - 6. Garde-MotSchützenbrigade - 133./154./178. Selbständiges MotSchützenbataillon - 53./54./65. Selbständiges Panzerbataillon - 105. Militärkommandantur | 1991–1994          | Berlin-Karlshorst |
| Ostberlin   | Botschaft der UdSSR         | Botschaft der UdSSR | Schule № 113, 777 und 998 | 1991–1994          |                   |
| West-Berlin | Kammergericht am Kleistpark |                     | Контрольный совет (Alliierter Kontrollrat) | 1948/1991          | Berlin-Schöneberg |

## Brandenburg

### Karte der Standorte
| Altfriesack |

| Bardenitz |

| Beeskow |

| Bensdorf |

| Biesenthal |

| Kirchmöser |

| Oranienburg |

| Dannenwalde |

| Falkenhagen |

| Frankenfelde |

| Frankfurt (Oder) |

| Glau |

| Grabowsee |

| Gransee |

| Hohenleipisch |

| Jessen |

| Forst Zinna |

| Lynow |

| Heidehof |

| Kartzow |

| Kemlitz |

| Kleinbahren |

| Kietz |

| Gottow |

| Rehagen |

| Kurtschlag |

| Preilack |

| Lübben |

| Mahlow |

| Mixdorf |

| Müllrose |

| Bechlin |

| Gentzrode |

| Wulkow |

| Ranzig |

| Redlin |

| Priort |

| Rüdersdorf |

| Saalow |

| Sähle |

| Schönow |

| Ruhlsdorf |

| Templin |

| Teupitz |

| Töpchin |

| Velten |

| Geltow |

| Wilmersdorf |

| Wokuhl |

| Wulkow |

| Zeesen |

| Bücknitz |

| Stahnsdorf |

| Potsdam |

| Prenzlau |

| Neuruppin |

| Rathenow |

| Schönwalde |

| Sperenberg |

| Welzow |

| Damm |

| TÜP Altengrabow |

| Altes Lager |

| Bad Freienwalde |

| Beelitz-Heilstätten |

| Bernau |

| Brand |

| Brandenburg |

| Cottbus |

| Drachhausen |

| Eberswalde |

| Elstal |

| Falkenberg |

| Finow |

| Finsterwalde |

| Flecken Zechlin |

| Fürsten- berg |

| Fürstenwalde |

| Groß Dölln |

| Himmelpfort |

| TÜP Jännersdorf |

| Jüterbog |

| Krampnitz |

| Kummersdorf-Gut |

| TÜP Lieberose |

| TÜP Meyenburg |

| TÜP Oranienbaum |

| Perleberg |

| Pritzwalk |

| Rangsdorf |

| Schweinrich |

| Stolzenhain |

| Strausberg |

| Treuenbrietzen |

| Vogelsang |

| Werneuchen |

| Wittstock |

| TÜP Wittstock |

| Woltersdorf |

| WÜNSDORF |

### Standortliste
| Standort                 | Liegenschaft                          | Vornutzer | Truppenteile | Jahr der Auflösung                                                 | Bemerkungen |
| ------------------------ | ------------------------------------- | --- | --- | ------------------------------------------------------------------ | --- |
| Altengrabow              |                                       | | - 142. Militärkommandantur - Schule № 51 | 1991–1994                                                          | |
| Altengrabow              | TÜP Altengrabow (⊙)                   | | Truppenübungsplatz | 1991–1994                                                          | Teile des TÜP gehören zur Gemarkung SA |
| Altes Lager              | - Artillerieschule - Flugplatz        | Lw Wehrmacht, LG 2 | - 833. Jagdfliegerregiment - Schule № 91 | 1991–1994                                                          | heute: Fluggelände Drachenclub Berlin |
| Altfriesack              | - Tanklager                           | | - 517. Großtanklager |                                                                    | |
| Bad Freienwalde (Oder)   |                                       | | - 6. Garde-Panzerregiment - Schule № 299 | 1991–1994                                                          | |
| Bad Freienwalde (Oder)   | Bunker Wollenberg (⊙)                 | | Troposphären-Funkzentrale 301 | 1991                                                               | seit 1980 System BARS, Achse 1 Richtung Warschau |
| Beelitz-Heilstätten      |                                       | | - 105. Militärkommandantur - Schule № 96 | 1991–1994                                                          | |
| Bernau                   | - Kaserne - Lager                     | - Luftnachrichten-Kaserne - Heeresbekleidungslager                                                                                        | - 68. Garde-Panzerregiment - 215. Garde-Panzerregiment - 288. Flugabwehr-Raketenregiment - 400. Artillerieregiment - 150. Militärkommandantur - Schule № 87 | 1991–1994                                                          | |
| Brand                    | - Flugplatz                           | Lw Wehrmacht, Fliegerausbildungsregiment 82                                                                                               | - 911. Jagdbombenfliegerregiment - Schule № 119 - Sonderwaffenlager Brand | 1991–1994                                                          | |
| Brandenburg an der Havel | Roland-Kaserne                        | | 1. Bau-Pionierbrigade | 1991–1994                                                          | |
| Brandenburg an der Havel | Flak-Kaserne                          | | - 40. Garde-MotSchützenregiment - Schule № 7 | 1991–1994                                                          | |
| Brandenburg an der Havel | Generalfeldzeugmeister-Kaserne        | | - 40. Garde-MotSchützenregiment - Schule № 7 | 1991–1994                                                          | |
| Cottbus                  | Hermann-Loens-Kaserne                 | | - 35. Luftsturmbrigade - Schule № 17 - 97. Militärkommandantur | 1989                                                               | |
| Damm                     | - Flugplatz                           | Lw Wehrmacht, ZG 1 | - 172. Kampf-Hubschrauber-Regiment - 439. Kampf-Hubschrauber-Regiment | 1991–1994                                                          | |
| Döberitz                 | Altes Lager                           | Lw Wehrmacht, JG 2 „Richthofen“, JG 20, JG 21, 1. Jagddivision, Jagdfliegerführer Berlin, Jagdfliegerführer Mitteldeutschland             | - 387. Artilleriebrigade - 486. Kampf-Hubschrauber-Regiment - 833. Jagdfliegerregiment | 1991–1994                                                          | - Bw Truppenübungsplatz - Naturschutzgebiet ab 1997 |
| Drachhausen              |                                       | | - 164. Raketen-Brigade - Schule № 151 | 1991–1994                                                          | |
| Eberswalde-Finow         | Stadtgebiet                           | | - Hauptquartier der 20. Gardearmee - 117. Logistikbrigade - 6. Selbständiges Fernmelderegiment - Schule № 16, 79, 157 - 111. Militärkommandantur - 899. Luftlandebataillon - 255. Reparaturbataillon - 307. Reparaturbataillon - 423. Funkbataillon - 247. Selbständiges Wach- und Sicherstellungsbataillon - 41. Hubschrauberstaffel - 117. Rückwärtige Brigade - 479. Selbständiges Pionierbrigade - 793. Militärkrankenhaus | 1991–1994                                                          | Artilleriekaserne südlich von Eberswalde (heute „Südend“) als Hauptquartier der 20. Gardearmee, Stab der 20. Armee (FO 77) in Westend, Kaserne Ostend (Sommerfelde mit Uhrturm), „Panzerberge“ in Ostend, Kasernen nördlich Kupferhammer, Verladestation nähe Tierpark, Wohnkomplexe und Einzelvillen im gesamten Stadtgebiet, einzelne Bunker und Hubschrauberhangars im Wald südlich von Finow, Kasernen am Walzwerk Finow, Militärkrankenhaus (ehemalige „Landesirrenanstalt“, heute Martin Gropius Krankenhaus). |
| Eberswalde-Finow         | Liegenschaft Britz                    | | 81. Garde-MotSchützenregiment | 1991–1994                                                          | |
| Elstal                   | Olympisches Dorf                      | | 5. Armee | 1945                                                               | Verlegung in die UdSSR 1945 |
| Elstal                   | Olympisches Dorf                      | - SASK Elstal - 67. Flugabwehr-Raketenregiment - 283. Garde-Panzerartillerieregiment - Schule № 36 (auch: № 81) - 88. Militärkommandantur | 1991–1994 |                                                                    | |
| Falkenberg/Elster        | Fliegerhorst                          | | 31. Garde-Jagdfliegerregiment | 1993                                                               | |
| Finow                    | Fliegerhorst                          | | - 787. Jagdfliegerregiment - Schule № 303 | 1991–1994                                                          | |
| Finsterwalde             | Fliegerhorst                          | | - 559. Jagdbombenfliegerregiment - Schule № 117 | 1993                                                               | |
| Finsterwalde             | Fliegerhorst                          | Sonderwaffenlager Finsterwalde | 1991 | Tarnlegende: 2952. Reparatur-Technische Basis der Luftstreitkräfte | |
| Flecken Zechlin          |                                       | | Kernwaffenlager der WGT | 1991                                                               | |
| Forst Zinna              |                                       | | 18. Armee | 1956                                                               | 1948–1956 Eingreifreserve des sowjetischen Oberkommandos aus Polen nach vorne verlegt |
| Frankfurt (Oder)         | Oderland-Kaserne                      | | 44. Ponton-Brückenregiment | 1991–1994                                                          | |
| Frankfurt (Oder)         |                                       | - 272. Selbständiges Nachrichtenregiment - Schule № 5 - 154. Militärkommandantur                                                          | | 1991–1994                                                          | |
| Fürstenberg (Havel)      |                                       | | - HQ 2. Garde-Panzerarmee - Schule № 27 | 1991–1994                                                          | 1945 unter GSBD, Befehlshaber war gleichzeitig Chef der Militäradministration Brandenburg |
| Fürstenberg (Havel)      | Neuthymen                             | | - 3. Garde-Spezialaufklärungsbrigade - Kernwaffenlager der WGT | 1989–1991                                                          | |
| Fürstenwalde/Spree       | Fliegerhorst                          | Lw Wehrmacht, ZG 1 | 464. Raketenbrigade | 1991–1994                                                          | |
| Fürstenwalde/Spree       | Pionier-Kaserne                       | | - 65. Kfz-Brigade - 145. Militärkommandantur | 1991–1994                                                          | |
| Fürstenwalde/Spree       |                                       | | 512. Funktechnischer Posten | 1991–1994                                                          | auch: Radar-Führungsposten |
| Fürstenwalde/Spree       |                                       | Schule № 83, auch № 410 | | 1991–1994                                                          | |
| Groß Dölln               | Fliegerhorst                          | | - 20. Garde-Jagdbombenfliegerregiment - Schule № 111 | 1991–1994                                                          | |
| Himmelpfort              | Sonderwaffenlager Himmelpfort         | | Kernwaffenlager der WGT | 1990                                                               | |
| Jännersdorf              | Truppenübungsplatz                    | | | 1990–1991                                                          | Naturschutzgebiet Marienfließ |
| Jüterbog                 |                                       | | - 27. Raketenbrigade - 133. Flugabwehr-Raketenbrigade - 1321. Mot-Schützenregiment - Schule № 71 - 140. Militärkommandantur | 1991–1994                                                          | |
| Jüterbog                 | TÜP Jüterbog                          | | Truppenübungsplatz | 1991–1994                                                          | Bw Truppenübungsplatz |
| Königs Wusterhausen      |                                       | | SMAD (Sowjetische Militäradministration für Deutschland) | 1947                                                               | 1945–1947 Schloss Königs Wusterhausen Sitz der SMAD |
| Krampnitz                | Heeres-Reitschule                     | | - HQ 35. MotSchützendivision - Schule № 85 | 1991–1994                                                          | |
| Kummersdorf-Gut          | Eisenbahnpionier-Kaserne              | | 64. Kfz-Brigade | 1991–1994                                                          | Bw Teil der Heeresversuchsstelle Kummersdorf |
| Lychen II                | Neustrelitz                           | Sonderwaffenlager Himmelpfort | 458. Raketenbrigade | 1991–1994                                                          | |
| Lieberose                |                                       | | Truppenübungsplatz | 1991–1994                                                          | Bw Truppenübungsplatz |
| Meyenburg                | TÜP Meyenburg                         | | Truppenübungsplatz | 1991–1994                                                          | |
| Neuruppin                | Fliegerhorst                          | Lw Wehrmacht, Flugzeugführerschule B 2 | - 730. Jagdbombenfliegerregiment - 9. Hubschrauberstaffel | vor 1991                                                           | |
| Neuruppin                |                                       | | - HQ 12. Garde-Panzerdivision - 48. Garde-Panzerregiment - 322. Garde-Panzerregiment - 353. Garde-Panzerregiment - 103. Militärkommandantur - Schule № 29 | 1991–1994                                                          | |
| Neuthymen                |                                       | | Kernwaffenlager der WGT | 1991                                                               | |
| Oranienbaum              | TÜP Oranienbaum                       | | Truppenübungsplatz | 1991–1994                                                          | |
| Oranienburg              |                                       | Werksflugplatz der Heinkel-Werke Oranienburg                                                                                              | - 239. Garde Kampf-Hubschrauber-Regiment - Schule № 105, 200 | 1991–1994                                                          | |
| Perleberg                |                                       | | - HQ 21. MotSchützendivision - 239. MotSchützenregiment - 1079. Flugabwehr-Raketenregiment - 89. Militärkommandantur - Schule № 49, 84, 108 | 1991–1994                                                          | |
| Potsdam                  |                                       | | Oberkommando GSBT | 1947                                                               | Verlegung nach Wünsdorf |
| Potsdam                  | - Delius-Kaserne - Ludendorff-Kaserne | | - 34. Artilleriedivision - 62. MotSchützenregiment - 64. MotSchützenregiment - 153. Militärkommandantur - Schule № 3 | 1991–1994                                                          | |
| Potsdam                  | Menzelstraße 5                        | | Radio Wolga | 1991–1994                                                          | Rundfunksendestelle, Truppenbetreuung WGT |
| Prenzlau                 | Fliegerhorst                          | Lw Wehrmacht, AG 121 | - 175. Panzerregiment - 803. Garde-MotSchützenregiment - 486. Kampf-Hubschrauber-Regiment - Schule № 35 | 1991–1994                                                          | Bw Uckermark-Kaserne |
| Pritzwalk                |                                       | | Funktechnischer Posten 621 | 1991–1994                                                          | auch: Radarführungsposten |
| Rangsdorf                | Bücker-Flugzeugwerke                  | | - Flugzeug-Instandsetzungswerk - Schule № 8 | 1991–1994                                                          | |
| Rathenow                 | Wald-Kaserne                          | | - 67.Garde-Panzerregiment - 723. Garde-MotSchützenregiment - 1054. Panzerartillerieregiment - 110. Militärkommandantur - Schule № 9 | 1991–1994                                                          | |
| Rathenow                 | Pionier-Kaserne                       | | 69. Ponton-Brückenregiment | 1991–1994                                                          | |
| Schönwalde (Wandlitz)    | Fliegerhorst und Flugplatz            | | - 843. Panzerartillerieregiment - 29. Selbständiges Regiment Funk-Elektronischer Kampf - Schule № 4 | 1993                                                               | |
| Schweinrich              |                                       | | 290. Artilleriebrigade | 1991–1994                                                          | |
| Sperenberg               | Fliegerhorst                          | | - 39. Selbständige Aufklärungsfliegerabteilung - 226. Gemischtes Fliegerregiment - 113. Selbständige Fliegerstaffel - Schule № 137 | 1994                                                               | |
| Stolzenhain              | Sonderwaffenlager Stolzenhain         | | Kernwaffenlager der WGT | 1990                                                               | auch: Lychen II |
| Strausberg               | Elisabethstr. (⊙)                     | | 2140. Fliegretechnisches Lager | 1991–1994                                                          | |
| Treuenbrietzen           |                                       | Lw Wehrmacht, I. Jagdkorps | 132. Nachrichtenbrigade | 1991–1994                                                          | auch: Fernmeldebrigade |
| Vogelsang (Zehdenick)    |                                       | | - 25. Panzerdivision - 162. Panzerregiment - 803. MotSchützenregiment - Schule № 33 | 1989                                                               | Herauslösung, Neustrukturierung |
| Welzow                   | Fliegerhorst                          | SG 2 Immelmann | - 11. Selbständiges Aufklärungsfliegerregiment - Schule № 123 | 1993                                                               | - 1993 Konversionsfläche - 1996 zivile Nutzung als Flugplatz Welzow |
| Werder (Havel)           |                                       | | Schule № 102 | 1991–1994                                                          | |
| Werneuchen               | Fliegerhorst                          | | - 931. Selbständiges Garde-Aufklärungsfliegerregiment - Schule № 115 | 1991–1994                                                          | |
| Wittstock/Dosse          | Fliegerhorst                          | Lw Wehrmacht | 71. Jagdfliegerkorps | 1970                                                               | Herauslösung, Neustrukturierung |
| Wittstock/Dosse          | Fliegerhorst                          | Lw Wehrmacht | - 33. Jagdfliegerregiment - 417. Militärkommandantur - Schule № 93 | 1991–1994                                                          | |
| Wittstock/Dosse          | Truppenübungsplatz Wittstock          | Truppenübungsplatz Wittstock | 40. Funk-Technische Brigade (auch: Radarführungsbrigade) | 1991–1994                                                          | bis 2011 Lw Bw Bombenabwurfplatz |
| Woltersdorf              |                                       | | HQ 16. Luftarmee | 1945                                                               | Verlegung nach Wünsdorf 1947 |
| Wünsdorf                 | Waldstadt (Zossen)                    | - Bunker Maybach I, OKH - Bunker Maybach II, OKW                                                                                          | - Oberkommando WGT - HQ 16. Luftarmee - 1138. Gefechtsstand Armeefliegerkräfte | 1994                                                               | |
| Wünsdorf                 | Waldstadt (Zossen)                    | | Sowjetische Kontrollkommission | 1953                                                               | |
| Wünsdorf                 | Bunker Lynow (⊙)                      | | 118. Nachrichtenbrigade | 1991–1994                                                          | auch: Fernmeldebrigade |
| Wünsdorf                 | Bahnhof                               | Wehrmacht | Bahnhof (Militärstadt) | 1994                                                               | Militärzug-Verbindung: Wünsdorf / Moskau |
| Wünsdorf                 |                                       | | Vereinigte Hauptzentrale 14 (Tarnname: Kassator) | 1994                                                               | bis 1994 gemeinsame Flugsicherung: - FS-Koordinierungssektor G - BFS FS-Regionalstelle Berlin, Nebenstelle Wünsdorf |
| Wünsdorf                 |                                       | | Schule № 1, auch: № 89 | 1991–1994                                                          | |
| Wünsdorf                 |                                       | | Standortübungsplatz | 1991–1994                                                          | |

## Hessen
| Standort          | Liegenschaft        | Vornutzer | Truppenteile                                  | Jahr der Auflösung | Bemerkungen |
| ----------------- | ------------------- | --------- | --------------------------------------------- | ------------------ | --- |
| Frankfurt am Main | Frankfurt-Niederrad |           | Soviet Military Mission USAREUR (SMM USAREUR) | 1992               | Sowjetische Militärverbindungsmission, akkreditiert bei USAREUR, Missionsgebäude in Frankfurt-Niederrad, zunächst in der Neuwiesenstraße, später in der Gerauer Straße und schließlich in der Goldammerstraße; |

## Mecklenburg-Vorpommern
| Ahlbeck |

| Alt Rehse |

| Altwarp |

| Badekow |

| Pütnitz |

| Tutow |

| Dranske |

| Garz |

| Greifswald |

| Grevesmühlen |

| Hagenow |

| Techentin |

| Lärz |

| Lockwisch |

| Ludwigslust |

| Lychen |

| Neustrelitz |

| Parchim |

| Primerwald |

| Schwerin |

| Warenshof |

| Wismar |

| Wokuhl |

| Standort                  | Liegenschaft                       | Vornutzer                                            | Truppenteile | Jahr der Auflösung | Bemerkungen |
| ------------------------- | ---------------------------------- | ---------------------------------------------------- | --- | ------------------ | --- |
| Ahlbeck (bei Ueckermünde) | FM-Zentrale                        |                                                      | Teile 879. Nachrichtenbataillon | 1991–1994          | - 6. Selbständige Regierungs-Nachrichtenbrigade - Nachrichtenbrigade im Sinne von Fernmeldebrigade                                                                            |
| Alt Rehse                 | Kureinrichtung                     |                                                      | Sanatorium | 1955               | Nutzung: von 1946 bis 1955 |
| Altwarp                   |                                    |                                                      | Kfz-Transportbataillon | 1991–1994          | Einheit Baltische Rotbannerflotte |
| Badekow                   |                                    |                                                      | 614. Funktechnische Kompanie | 1991–1994          | Teileinheit 61. FuT-Bataillon / 40. FuT-Brigade |
| Bad Sülze                 | Troposphären-Funkstelle Eichenthal |                                                      | TFuZ 302 der NVA für Warschauer Vertrag | 1990               | System BARS, Richtung nach Danzig (Polen) |
| Damgarten                 | Fliegerhorst Ribnitz-Damgarten     |                                                      | - 16. Garde-Jagdfliegerdivision - 773. Jagdfliegerregiment - 67. Schule | 1991–1994          | |
| Damm                      |                                    |                                                      | - 172. Selbständiges Kampfhubschrauberregiment - 439. Selbständiges Kampfhubschrauberregiment | 1991–1994          | |
| Demmin                    | Fliegerhorst Tutow (Demmin)        | Lw Wehrmacht: LG 2, Große Kampffliegerschule 1       | - 368. Selbständiges Jagdbombenfliegerregiment - Schule № 180 | 1991–1994          | |
| Dranske                   |                                    |                                                      | 632. Funktechnische Kompanie | 1991–1994          | Teileinheit 63. FuT-Bataillon / 40. FuT-Brigade |
| Garz (Usedom)             | Fliegerhorst                       | Luftwaffe (Wehrmacht): ZG 2, LG 2                    | Teile 9. Schlachtfliegerdivison | bis 1960           | Großverband Baltische Rotbannerflotte |
| Garz (Usedom)             | Fliegerhorst                       | Luftwaffe (Wehrmacht): ZG 2, LG 2                    | 221. Selbständiges Panzerregiment | 1990               | 1982/83 verlegt nach Hagenow/Techentin |
| Garz (Usedom)             | Fliegerhorst                       | Luftwaffe (Wehrmacht): ZG 2, LG 2                    | 157. Flugabwehr-Raketenbrigade | 1991–1994          | |
| Greifswald                |                                    |                                                      | - 223. Militärkommandantur - Schule № 330 | 1991–1994          | |
| Grevesmühlen              |                                    |                                                      | - 82. Funktechnischen Brigade - 1083. Aufklärung- und Informationszentrum | 1991–1994          | Radar-Führungsdienst WGT |
| Hagenow                   | Techentin                          |                                                      | 221. Selbständiges Panzerregiment | 1990               | 1982/83 verlegt aus Garz |
| Hagenow                   |                                    |                                                      | - 283. Garde-MotSchützenregiment - Schule № 98 | 1991–1994          | |
| Lärz                      | Flugplatz Rechlin-Lärz             |                                                      | 19. Jagdbombenfliegerregiment | 1991–1994          | |
| Lockwisch                 |                                    |                                                      | 613. Funktechnischer Posten | 1991–1994          | |
| Ludwigslust               | TÜP Grabow/Ludwigslust (⊙)         |                                                      | Truppenübungsplatz Haiderhof | 1991–1994          | |
| Ludwigslust               |                                    |                                                      | - 240. Mot-Schützenregiment - 139. Militärkommandantur - Schule № 43 | 1991–1994          | |
| Neustrelitz               |                                    |                                                      | - HQ 16. Garde-Panzerdivision - 47. Garde-Panzerregiment - 65. Garde-Panzerregiment - 724. Garde-Panzerregiment - 94. Panzerartillerieregiment - 66. Garde-Flugabwehr-Raketenregiment - Schule № 31 | 1991–1994          | |
| Parchim                   | Flughafen Schwerin-Parchim         |                                                      | - 568. MotSchützenregiment - 228. Militärkommandantur - Schule № 47 | 1991–1994          | |
| Primerwald                | Primerburg / Güstrow / Primerwald  | Heeresmunitionsanstalt                               | - 157. Flugabwehr-Raketenbrigade - Schule № 127 | 1991–1994          | |
| Rechlin                   | Fliegerhorst                       | Erprobungsstelle Rechlin                             | - 125. Jagdbombenfliegerdivision - Schule № 95 | 1991–1994          | |
| Schwerin                  | Fritsch-Kaserne                    |                                                      | 2. Stoßarmee | 1947               | 1945 aus dem Bestand der 2. Belorussischen Front zur GSBT. Befehlshaber war gleichzeitig Chef der Militäradministration für Mecklenburg. 1947 durch 4. MechGardearmee ersetzt |
| Schwerin                  | Fritsch-Kaserne                    |                                                      | 4. MechGardearmee | 1991–1994          | |
| Schwerin                  |                                    |                                                      | 94. Garde-MotSchützendivision | 1991–1994          | |
| Schwerin                  |                                    |                                                      | Verband der 4. MechGardearmee | 1991–1994          | |
| Schwerin                  | Fliegerhorst                       | Luftwaffe (Wehrmacht), LG 1, Flugzeugführerschule 72 | |                    | |
| Waren (Müritz)            |                                    |                                                      | 635. Raketenabteilung | 1991               | SS-12, INF-Objekt der Sowjetunion |
| Wismar                    |                                    |                                                      | - 288. Garde-MotSchützenregiment - 199. Garde-Panzerartillerieregiment - 62. Militärkommandantur - Schule № 142, 149 und 444                                                                        | 1991–1994          | |
| Wokuhl                    |                                    |                                                      | 635. Raketenabteilung | 1991               | SS-12, INF-Objekt der Sowjetunion |

## Nordrhein-Westfalen
| Standort | Liegenschaft         | Vornutzer | Truppenteile                  | Jahr der Auflösung | Nachnutzung | Bemerkungen |
| -------- | -------------------- | --------- | ----------------------------- | ------------------ | ----------- | --- |
| Bünde    | Soxmis Mission House |           | SMM (Soviet Military Mission) | 1992               |             | Militärmission der GSTD, akkreditiert bei BAOR, Rheindahlen (1946 in Hannover, dann Bad Salzuflen, ab August 1957 in Bünde) |

## Sachsen
| Altenhain |

| Arzberg |

| Bauda |

| Belgern |

| Bischofswerda |

| Borna |

| Chemnitz |

| Chemnitz |

| Dresden |

| Glauchau |

| Grimma |

| Großen- hain |

| Großschirma |

| Brandis |

| TÜP Königsbrück |

| Königsbrück |

| Röhrs- dorf |

| Leipzig |

| Leisnig |

| Meißen |

| Oberlungwitz |

| Oschatz |

| Pfaffendorf |

| Pomßen |

| Plauen |

| Röderau |

| Schleife |

| Schneeberg |

| Schöneck |

| Taucha |

| Schwepnitz |

| Schmorkau |

| Zeithain |

| Torgau |

| Riesa |

| Wurzen |

| Standort      | Liegenschaft                                                      | Vornutzer                                        | Truppenteile | Jahr der Auflösung | Nachnutzung                                                                       | Bemerkungen |
| ------------- | ----------------------------------------------------------------- | ------------------------------------------------ | --- | ------------------ | --------------------------------------------------------------------------------- | --- |
| Bischofswerda | bis August 1914 Kaserne des Sächsischen 1. Trainbataillons Nr. 12 | 23. Raketenabteilung. Abzug 1981                 | 119. Raketenbrigade mit: 1150. Raketenabteilung (Bischofswerda) mit Temp-S (SS-12)                                                                                    | 1991               |                                                                                   | SS-12, INF-Objekt der Sowjetunion |
| Borna         | bis 1919 König-Albert-Kaserne                                     | Königlich Sächsisches Karabinier-Regiment        | Verband der 9. Panzerdivision | 1991–1994          | Kreissitz Landkreis Leipzig                                                       | |
| Brandis       | Fliegerhorst                                                      | Luftwaffe (Wehrmacht), Flugzeugführerschule B 31 | 357. selbst JaboFlieger-Regiment (16. Luftarmee) | 1991–1994          |                                                                                   | |
| Brandis       |                                                                   |                                                  | 485. selbst Hubschrauber-Regiment (GSTD) | 1991–1994          |                                                                                   | |
| Chemnitz      |                                                                   |                                                  | Verband der 11. Garde-Panzerdivision | 1991–1994          |                                                                                   | |
| Chemnitz      |                                                                   |                                                  | Verband der 34. Artilleriedivision | 1991–1994          |                                                                                   | |
| Dresden       | Albertstadt-Kaserne                                               |                                                  | 1. Garde-Panzerarmee | 1991–1994          | Offizierschule des Heeres                                                         | |
| Dresden       | Grenadier-Kaserne                                                 |                                                  | 11. Garde-Panzerdivision | 1991–1994          |                                                                                   | |
| Dresden       | Kaserne Nickern                                                   | Luftwaffenschule                                 | 249. Garde-MotSchützenregiment | Juli 1991          | Teilabriss, Wohnnutzung                                                           | |
| Dresden       | Hubschrauberflugplatz Heller                                      | –                                                | 6. Selbständige Hubschrauberstaffel | August 1992        | Rückbau                                                                           | |
| Glauchau      |                                                                   |                                                  | Verband der 20. Garde-MotSchützendivision | 1991–1994          |                                                                                   | |
| Grimma        |                                                                   |                                                  | Verband der 20. Garde-MotSchützendivision | 1991–1994          |                                                                                   | |
| Großenhain    | Fliegerhorst                                                      | Luftwaffe (Wehrmacht), AG 11                     | 105. Fliegerdivision der Jagdbomber | 1991–1994          |                                                                                   | |
| Königsbrück   |                                                                   |                                                  | Verband der 11. Garde-Panzerdivision | 1991–1994          |                                                                                   | Truppenübungsplatz |
| Königsbrück   |                                                                   |                                                  | Verband der 34. Artilleriedivision | 1991–1994          |                                                                                   | |
| Königsbrück   |                                                                   |                                                  | 635. Raketenabteilung | 1991               |                                                                                   | SS-12, INF-Objekt der Sowjetunion |
| Königsbrück   |                                                                   |                                                  | 1044. selbst. Luftsturmbataillon der 1. Garde-Panzerarmee (Teil 35. selbst. Garde-Luftsturmbrigade)                                                                   | 1990 ?             |                                                                                   | |
| Königsbrück   | Troposphären-Funkstation                                          |                                                  | TFuZ 303 der NVA für Warschauer Vertrag seit 1980 | 1991–1994          |                                                                                   | System BARS, Achse 2 Richtung Liegnitz                                                                                                |
| Leipzig       | Georg-Schumann-Kaserne                                            | Wehrmacht                                        | 119. Nachrichten-Brigade | 1990–1991          |                                                                                   | zusammen mit der NVA |
| Leipzig       | Theodor-Körner-Kaserne                                            | Wehrmacht                                        | 163. Flugabwehr-Raketenbrigade | 1991–1994          | Bundeswehr (bis 2007)                                                             | |
| Leipzig       | General-Olbricht-Kaserne                                          | Wehrmacht                                        | Verband der 57. Garde-MotSchützendivision | 1991–1994          | Bundeswehr                                                                        | zusammen mit der NVA |
| Leipzig       | Kaserne Schönau                                                   | Luftwaffe (Wehrmacht)                            | - 241. MotSchützenregiment der 27. MotSchützendivision aus Halle/Saale - 900. selbst. Luftsturmbataillon der 8. Garde-Armee (Teil 35. selbst. Garde-Luftsturmbrigade) | - 1991 - 1980er    |                                                                                   | 1945 Standort des 25. Schützenkorps der 1. Gardepanzerarmee                                                                           |
| Leipzig       | Kaserne Heiterblick                                               | Luftwaffe (Wehrmacht)                            | | - 1990             | ab 2005 Abriss                                                                    | |
| Leipzig       | Militärlazarett                                                   | Wehrmacht                                        | | 1990               | Leerstand bis 2013, danach Umbau zum Wohngebiet Parc du Soleil                    | Bettenanzahl von 300 |
| Leipzig       | Werk Motor                                                        |                                                  | 39. Instandsetzungsbataillon der 20. MotSchützendivision aus Grimma                                                                                                   | 1990–1991          | Leerstand und Verfall bis 2015, danach Umbau zum Wohngebiet König-Albert Residenz | wahrscheinlich eingegliedert in die Georg-Schumann-Kaserne                                                                            |
| Leisnig       |                                                                   |                                                  | Verband der 20. Garde-MotSchützendivision | 1991–1994          |                                                                                   | |
| Meißen        |                                                                   |                                                  | Verband der 11. Garde-Panzerdivision | 1991–1994          |                                                                                   | |
| Oschatz       |                                                                   |                                                  | 175. Raketen-Brigade | 1991–1994          |                                                                                   | |
| Plauen        | König-Georg-Kaserne                                               |                                                  | Verband der 20. Garde-MotSchützendivision | 1991–1994          |                                                                                   | |
| Radebeul      | Hoflößnitz (Hauptquartier)                                        |                                                  | 1. Garde-Panzerarmee | 1945               |                                                                                   | 1945 in Radebeul unter GSBT. Befehlshaber war gleichzeitig Chef der Militäradministration für Sachsen, noch 1945 nach Dresden verlegt |
| Riesa         |                                                                   |                                                  | 9. Panzerdivision | 1991–1994          |                                                                                   | |
| Wurzen        |                                                                   |                                                  | Verband der 20. Garde-MotSchützendivision | 1991–1994          |                                                                                   | |
| Zeithain      | Kurfürst-von-Sachsen-Kaserne                                      | Truppenübungsplatz Zeithain                      | Verband der 9. Panzerdivision | 1991–1994          | Kampfmittelräumdienst                                                             | |
| Zeithain      | Zeithain                                                          | Heeresmunitionsanstalt Zeithain                  | Delaborierung (ab 195x NVA) | aktiv              | Kampfmittelräumdienst                                                             | |

## Sachsen-Anhalt
| Allstedt |

| Raguhn |

| Altengrabow |

| Annaburg |

| Ausleben |

| Bernburg |

| Born |

| Brocken |

| Burg |

| Burgkemnitz |

| Dessau |

| Kochstedt |

| Bergmoor |

| Ditfurt |

| Euper |

| Gerwisch |

| Güsen |

| Gardelegen |

| Halberstadt |

| Halle |

| Hasselfelde |

| Jerichow |

| Kapen |

| Hillersleben |

| Hottendorf |

| TÜP Letzlinger Heide |

| Magdeburg |

| Kehnert |

| Königsborn |

| Lonzig |

| Mahlwinkel |

| Merseburg |

| Möhlau |

| Naumburg |

| Oranienbaum |

| Pakendorf |

| Quarmbeck |

| Roßlau |

| Salzwedel |

| Sandau |

| Uplingen |

| Schönebeck |

| Staats |

| Stendal |

| Weißenfels |

| Wittenberg |

| Zeitz |

| Zerbst |

| Allstedt |

| Köthen |

| Cochstedt |

| 0 |

| Borstel |

| 0 |

| Zernitz |

| Standort                                | Liegenschaft                     | Vornutzer                                               | Truppenteile | Jahr der Auflösung | Nachnutzung                                                 | Bemerkungen |
| --------------------------------------- | -------------------------------- | ------------------------------------------------------- | --- | ------------------ | ----------------------------------------------------------- | --- |
| Allstedt                                | Flugplatz                        |                                                         | Verband der 1. Garde-Panzerarmee                                                                                 | 1991–1994          | Sonderlandeplatz, ICAO: EDBT                                | |
| Altengrabow                             | Nordlager                        |                                                         | 10. Garde-Freiwilligen-Panzerdivision                                                                            | 1991–1994          |                                                             | Truppenübungsplatz Teile des TÜP gehören zur Gemarkung BB                                                                            |
| Altengrabow                             |                                  |                                                         | Verband der 34. Artilleriedivision                                                                               | 1991–1994          |                                                             | |
| Alt-Jeßnitz-Raguhn (Kleckewitzer Heide) | Kaserne                          |                                                         | | 1991–1994          |                                                             | Truppenübungsplatz 1.222 ha |
| Bernburg (Saale)                        |                                  |                                                         | Verband der 7. Garde-Panzerdivision                                                                              | 1990               |                                                             | |
| Born                                    |                                  |                                                         | Verband der 3. Truppenarmee                                                                                      | 1991–1994          |                                                             | |
| Borstel                                 |                                  |                                                         | Verband der 3. Truppenarmee                                                                                      | 1991–1994          |                                                             | |
| Burg                                    | Fürst-Leopold-von-Anhalt-Kaserne | Wehrmacht(Sturmgeschütz-Schule)                         | Verband der 12. Garde-Panzerdivision                                                                             | 1991–1994          |                                                             | |
| Burg                                    | Fliegerhorst                     | Luftwaffe (Wehrmacht), Flugzeugführerschule B 16        | |                    |                                                             | |
| Burg                                    |                                  |                                                         | 899. selbst. Luftsturmbataillon der 3. Armee (Teil 35. selbst. Garde-Luftsturmbrigade)                           | 1990 ?             |                                                             | |
| Cochstedt                               |                                  |                                                         | 7. Garde-Panzerdivision                                                                                          | 1991–1994          |                                                             | |
| Gardelegen                              |                                  |                                                         | Verband der 207. MotSchützendivision                                                                             | 1991–1994          |                                                             | Truppenübungsplatz |
| Glücksburger Heide                      |                                  | Luftwaffe (Wehrmacht), Bomb-o-drom                      | | 1990               |                                                             | Truppenübungsplatz |
| Halberstadt                             | Fliegerhorst-Kaserne             |                                                         | Verband der 47. Garde-Panzerdivision                                                                             | 1991–1994          |                                                             | |
| Halle (Saale)                           | Luftnachrichten-Kaserne          |                                                         | 47. Armee | 1945               |                                                             | 1945 in die Sowjetunion zurückverlegt                                                                                                |
| Halle (Saale)                           |                                  |                                                         | 27. Garde-MotSchützendivision                                                                                    | 1991–1994          |                                                             | |
| Halle (Saale)                           | Kaserne Magdeburger Chaussee     |                                                         | Verband der 8. Garde-Truppenarmee                                                                                | 1991–1994          |                                                             | |
| Hasselfelde                             | Horchposten                      |                                                         | 443. Funktechnisches Bataillon aus Quarmbeck                                                                     |                    | Westernstadt Pullman City Harz                              | KRTP-81. |
| Hillersleben                            |                                  | Heeresversuchsanstalt Hillersleben                      | 47. Garde-Panzerdivision                                                                                         | 1991–1994          |                                                             | Truppenübungsplatz |
| Köthen                                  | Fliegerhorst                     |                                                         | Regiment der 126. Jagdfliegerdivision                                                                            | 1991–1994          |                                                             | |
| Letzlinger Heide                        |                                  |                                                         | | 1991–1994          |                                                             | Truppenübungsplatz |
| Magdeburg                               | Encke-Kaserne                    |                                                         | 3. Armee | 1954–1991          |                                                             | 1945–1954 3. Stoßarmee |
| Magdeburg                               | Nachrichten-Kaserne              |                                                         | 202. Flugabwehr-Raketenbrigade                                                                                   | 1991–1994          |                                                             | |
| Magdeburg                               | Seeckt-Kaserne                   |                                                         | Verband der 3. Truppenarmee                                                                                      | 1991–1994          |                                                             | |
| Mahlwinkel                              |                                  |                                                         | Verband der 20. Garde-Truppenarmee                                                                               | 1991–1994          |                                                             | Truppenübungsplatz |
| Mahlwinkel                              |                                  |                                                         | Verband der 207. MotSchützendivision                                                                             | 1991–1994          |                                                             | |
| Mahlwinkel                              |                                  |                                                         | Verband der 12. Garde-Panzerdivision                                                                             | 1991–1994          |                                                             | |
| Mahlwinkel                              |                                  |                                                         | Verband der 47. Garde-Panzerdivision                                                                             | 1991–1994          |                                                             | |
| Merseburg                               | Fliegerhorst                     |                                                         | 6. Garde-Jagdfliegerdivision                                                                                     | 1991–1994          |                                                             | |
| Merseburg                               | Flak-Kaserne                     |                                                         | 45. Funk-Technische Brigade                                                                                      | 1991–1994          |                                                             | |
| Merseburg                               |                                  |                                                         | Verband der 8. Garde-Truppenarmee                                                                                | 1991–1994          |                                                             | |
| Merseburg                               |                                  |                                                         | Verband der 1. Garde-Panzerarmee                                                                                 | 1991–1994          |                                                             | |
| Naumburg                                | Hindenburg-Kaserne               |                                                         | 57. Garde-MotSchützendivision                                                                                    | 1991–1994          |                                                             | |
| Quarmbeck                               | Fliegerhorst                     | Wehrmacht                                               | 115. selbständige Panzerregiment 443. Funktechnische Bataillon 1309. FlaRaketenabteilung 4. Aufklärungsbataillon |                    |                                                             | |
| Roßlau                                  |                                  | Wehrmacht, Pionierlehrschule, WÜP                       | 7. Garde-Panzerdivision                                                                                          | 1991–1994          |                                                             | |
| Schönebeck (Elbe)                       |                                  |                                                         | Verband der 10. Garde-Freiwilligen-Panzerdivision                                                                | 1991–1994          |                                                             | |
| Staats                                  |                                  |                                                         | Verband der 2. Garde-Panzerarmee                                                                                 | 1991–1994          |                                                             | |
| Staats                                  |                                  |                                                         | Verband der 207. MotSchützendivision                                                                             | 1991–1994          |                                                             | |
| Stendal                                 | Albrecht-der-Bär-Kaserne         |                                                         | 207. MotSchützendivision                                                                                         | 1991–1994          |                                                             | |
| Stendal                                 |                                  |                                                         | 3. Stoßarmee | 1945–1946          |                                                             | Befehlshaber gleichzeitig Chef der Militäradministration für Sachsen-Anhalt; 1946 verlegt nach Magdeburg; 1954 umbenannt in 3. Armee |
| Weißenfels                              |                                  |                                                         | Verband der 57. Garde-MotSchützendivision                                                                        | 1991–1994          |                                                             | |
| Weißenfels                              |                                  |                                                         | 635. Raketenabteilung                                                                                            | 1991–1994          |                                                             | SS-12, INF-Objekt der Sowjetunion |
| Wittenberg                              | Fliegerhorst                     |                                                         | Luftkorps Süd (16. Luftarmee)                                                                                    | 1970               |                                                             | |
| Wittenberg                              | Tauentzien-Kaserne               |                                                         | 27. Pontonbrücken-Regiment                                                                                       | 1991–1994          |                                                             | |
| Wittenberg                              |                                  |                                                         | Verband der 7. Garde-Panzerdivision                                                                              | 1991–1994          |                                                             | |
| Zeitz                                   |                                  |                                                         | Verband der 57. Garde-MotSchützendivision                                                                        | 1991–1994          | Wohngebiet, Einkaufszentrum, Stadtverwaltung und Reitanlage | |
| Zerbst                                  | Fliegerhorst                     | Luftwaffe (Wehrmacht), JG 3 „Udet“, Jagdfliegerschule 2 | 126. Jagdfliegerdivision                                                                                         | 1991–1994          |                                                             | |
| Zerbst                                  |                                  |                                                         | Verband der 7. Garde-Panzerdivision                                                                              | 1991–1994          |                                                             | |

## Thüringen
| Alperstedt |

| Altenburg |

| Arnstadt |

| Bad Berka |

| Bad Langensalza |

| Crawinkel |

| Eigenrieden |

| Eisenach |

| Frankendorf |

| Gera |

| Gotha |

| Günzerode |

| Haßleben |

| Hildburghausen |

| Kaltohmfeld |

| Jena |

| Lossa |

| Meiningen |

| Ohrdruf |

| Rudolstadt |

| Saalfeld |

| Schlotheim |

| Schneekopf |

| Stelzen |

| Steinheid |

| Trügleben |

| Wachstedt |

| Weimar |

| Nohra |

| Nobitz |

| Standort        | Liegenschaft         | Vornutzer                                                                                   | Truppenteile                                                                                                   | Jahr der Auflösung | Nachnutzung                                 | Bemerkungen |
| --------------- | -------------------- | ------------------------------------------------------------------------------------------- | --- | ------------------ | ------------------------------------------- | --- |
| Altenburg       | Infanterie-Kaserne   |                                                                                             | Verband der 8. Garde-Truppenarmee                                                                              | 1991–1994          |                                             | |
| Altenburg       | Artillerie-Kaserne   |                                                                                             | Verband der 1. Garde-Panzerarmee                                                                               | 1991–1994          |                                             | |
| Apolda          | Infanterie-Kaserne   |                                                                                             | | 1991–1994          | Wohngebiet                                  | |
| Arnstadt        |                      |                                                                                             | Verband der 8. Garde-Truppenarmee                                                                              | 1991–1994          |                                             | |
| Bad Langensalza | Fliegerhorst         | Luftwaffe (Wehrmacht), StG 2 „Immelmann“                                                    | Verband der 8. Garde-Truppenarmee                                                                              | 1991–1994          |                                             | |
| Eisenach        | Truppenübungsplatz   |                                                                                             | | 1991–1994          |                                             | |
| Gera            | Pionier-Kaserne      |                                                                                             | 252. Flugabwehr-Raketenbrigade                                                                                 | 1991–1994          |                                             | |
| Gotha           | Fliegerhorst         | Luftwaffe (Wehrmacht), KG 4 „General Wever“                                                 | Verband der 8. Garde-Truppenarmee                                                                              | 1991–1994          |                                             | |
| Gotha           | Friedenstein-Kaserne |                                                                                             | Verband der 39. Garde-MotSchützendivision                                                                      | 1991–1994          |                                             | |
| Günzerode       |                      |                                                                                             | Verband der 2. Garde-Panzerarmee                                                                               | 1991–1994          |                                             | |
| Jena            |                      |                                                                                             | 79. Garde-Panzerdivision                                                                                       | 1991–1994          |                                             | |
| Jena            |                      |                                                                                             | 635. Raketenabteilung                                                                                          | 1991               |                                             | SS-21, INF-Objekt der Sowjetunion |
| Meiningen       | Barbara-Kaserne      | Artillerie-Regiment 103 der 4. Panzer-Division (Wehrmacht)                                  | 117. MotSchützenregiment der 39. Garde-MotSchützendivision, 519. Flugabwehr-Raketenabteilung der 8. Gardearmee | 1991               | Abriss, Eigenheimgebiet                     | |
| Meiningen       | Stadt-Kaserne        | Panzergrenadier-Ersatz-Bataillon 6 (Wehrmacht) Panzer-Aufklärungs-Ausbildungs-Einheit Nr. 9 | 23. Panzerbataillon 11. Aufklärerbataillon 489. Panzerabwehrabteilung der 8. Gardearmee                        | 1991               | Teilabriss Justizzentrum, Polizeiinspektion | |
| Ohrdruf         |                      |                                                                                             | 39. Garde-MotSchützendivision                                                                                  | 1991–1994          |                                             | Truppenübungsplatz |
| Rudolstadt      |                      |                                                                                             | Verband der 79. Garde-Panzerdivision                                                                           | 1991–1994          |                                             | |
| Saalfeld/Saale  |                      |                                                                                             | Verband der 79. Garde-Panzerdivision                                                                           | 1991–1994          |                                             | |
| Schlotheim      |                      |                                                                                             | Verband der 27. Garde-MotSchützendivision                                                                      | 1991–1994          |                                             | |
| Weimar          |                      |                                                                                             | 8. Gardearmee                                                                                                  | 1945               |                                             | 1945 in Weimar unter GSBT. Befehlshaber war gleichzeitig Chef der Militäradministration für Thüringen, 1945 nach Weimar-Nohra verlegt |
| Weimar          |                      |                                                                                             | Verband der 27. Garde-MotSchützendivision                                                                      | 1991–1994          |                                             | |
| Weimar-Nohra    | Fliegerhorst         | Luftwaffe (Wehrmacht), Flugzeugführerschule 114                                             | 8. Gardearmee                                                                                                  | 1991–1994          |                                             | |

## Abkürzungen
| Abkür- zung | Text                                       | Text                               | Text                           | Text                                         |
| Abkür- zung | deutsch                                    | englisch                           | französisch                    | russisch                                     |
| ----------- | ------------------------------------------ | ---------------------------------- | ------------------------------ | -------------------------------------------- |
| BAOR        | Britische Rheinarmee                       | British Army of the Rhine          |                                |                                              |
| BARS        | Geschütztes autonomes Funksystem           |                                    |                                | Бронированая автономная радиосвязная система |
| Bw          | Bundeswehr                                 |                                    | Federal Armed Forces           | Бундесвер                                    |
| FFA         | Französische Streitkräfte in Deutschland   |                                    | Forces Françaises en Allemagne |                                              |
| HQ          | Hauptquartier                              | Headquarters                       |                                | Штаб-квартира                                |
| LA          | Luftarmee                                  | Air Army (AA)                      |                                | Воздушная армия (ВА)                         |
| NATO        |                                            | North Atlantic Treaty Organisation |                                |                                              |
| NVA         | Nationale Volksarmee                       | National People´s Army             | Armée populaire nationale      | Национальная народная фрмия                  |
| TÜP (NVA)   | - Truppenübungsplatz - Standortübungsplatz | Training area                      |                                | Военный полигон                              |
| TrÜbPl (Bw) | - Truppenübungsplatz - Standortübungsplatz | Training area                      |                                | Военный полигон                              |
| RAF         |                                            | Royal Air Force                    |                                |                                              |
| RAFG        |                                            | Royal Air Force Germany            |                                |                                              |
| TFuZ        | Troposphären-Funkzentrale                  | Tropo-scatter radio center         |                                | Узел тропосферной связи                      |
| USAFE       |                                            | United States Air Force in Europe  |                                |                                              |
| USAREUR     |                                            | United States Army in Europe       |                                |                                              |